# Langeslund (parochie)
Langeslund is een parochie van de Deense Volkskerk in de Deense gemeente Jammerbugt. De parochie maakt deel uit van het bisdom Aalborg en telt 1468 kerkleden op een bevolking van 1572 (2004).
Aaby · Alstrup · Bejstrup · Biersted · Brovst · Fjerritslev · Gjøl · Gøttrup · Haverslev · Hjortdal · Hune · Ingstrup · Jetsmark · Kettrup · Klim · Koldmose · Kollerup · Langeslund · Lerup · Øland · Øster Svenstrup · Saltum · Skræm · Torslev · Tranum · Vedsted · Vester Hjermitslev · Vester Torup · Vust